# Plectris sculptipennis
Plectris sculptipennis är en skalbaggsart som beskrevs av Frey 1974. Plectris sculptipennis ingår i släktet Plectris och familjen Melolonthidae. Inga underarter finns listade i Catalogue of Life.